# 더 윈드: 악마의 속삭임
《더 윈드: 악마의 속삭임》(영어: The Wind)은 2018년 공개된 미국의 초자연 서부 공포 영화이다. 서부 개척 시대를 배경으로 고립된 오두막에서 벌어지는 사건을 다루었다.
이 영화는 2018년 9월 10일 제43회 토론토 국제 영화제에서 전 세계 최초로 상영되었다.

## 줄거리
19세기 말 미국 서부 개척 시대. 리지과 남편 아이작 매클린은 정착을 꿈꾸며 세인트루이스에서 뉴멕시코주의 외딴 지역으로 이주한다. 얼마 후 에마와 기디언 하퍼 부부가 일리노이주에서 인근의 버려진 오두막으로 이사를 오면서 고독했던 삶에 변화가 생긴다. 영화는 시간 순서대로 전개되지 않는데, 초반에는 아이작, 기디언, 리지가 에마와 그녀의 사산된 아기를 묻는 장면이 나온다.
리지는 에마와 친해지고, 에마가 기디언과의 불화로 힘들어한다는 걸 알게 된다. 리지와 아이작은 하퍼 부부가 오두막을 수리하고 농작물을 심는 것을 돕는다. 리지는 에마에게 사산한 아들 새뮤얼을 잃은 슬픔을 털어놓는다. 과거 임신 기간에 리지는 아이작이 집을 비우면 밤에 악령이 찾아올까 봐 두려워하며 편집증적으로 변해갔다.
어느 날 밤 기디언은 아이작과 리지를 깨우고 에마가 아프다고 말한다. 에마의 오두막에 도착한 이들은 침대 밑에 숨어 횡설수설하는 에마를 발견한다. 에마는 자신을 쫓는 무언가가 있으며, 그것이 자신의 태아를 원한다고 말한다. 리지는 클로로포름으로 에마를 기절시키고 그 과정에서 에마에게 뺨을 맞는다. 임신 기간 동안 에마는 설명할 수 없는 초자연적인 존재를 감지한다고 계속해서 리지에게 털어놓지만 리지는 이를 무시한다. 에마는 아이의 이름을 리지나 아이작의 이름을 따서 지을 것이라고 말한다.
에마의 임신 말기, 그녀는 리지의 산탄총으로 자살한 듯 보인다. 리지는 에마의 아기를 살리기 위해 제왕 절개를 시도하지만 실패한다. 아이작과 기디언이 에마와 아기를 묻은 뒤 사망 신고를 하러 떠나면서 리지는 혼자 남겨진다. 리지의 편집증이 다시 나타나고, 리지는 늑대 무리가 그녀를 공격하다가 염소를 죽이는 등 여러 가지 무서운 사건을 겪는다. 다음 날 리지는 염소가 살아있는 것을 보고 두려움에 질려 염소를 쏴 죽인다. 어느 날 밤 리지는 하퍼 부부의 오두막에서 빛이 나오는 것을 보고 확인하러 갔다가 폴터가이스트 현상에 시달린 후 정신을 잃는다. 다음 날 아침 리지는 바닥에 떨어진 에마의 일기장을 발견한다. 일기장에는 에마가 기디언을 경멸하며 아이작의 아이를 임신했다고 주장하는 내용이 적혀 있다. 리지는 해당 대목이 적힌 쪽을 찢어 내고 벽난로에 태운다. 불안을 해소하기 위해 리지는 스스로를 클로로포름으로 기절시킨다.
얼마 후 리지는 지나가던 목사에 의해 깨어나고, 목사에게 식사를 대접한다. 리지는 목사에게 하퍼 부부의 빈 오두막에 머무르도록 제안하면서 누가 부르든 문을 열어주지 말라고 당부한다. 한밤중에 목사는 보이지 않는 존재에게 공격을 당했다며 리지의 문을 두드린다. 리지는 목사를 안으로 들인 뒤 그가 실은 그 존재의 현신임을 깨닫고 하퍼 부부의 오두막으로 도망쳐 문을 잠근다. 아침에 리지는 목사의 시신을 밖에서 발견한다. 얼마 후 리지는 샷건으로 자살할 생각으로 새뮤얼의 무덤을 방문하지만 돌아오는 아이작의 말발굽 소리에 정신을 차린다. 리지는 아이작이 집으로 돌아오는 길에 목사를 마주쳐 대화를 나누었다는 말에 충격을 받는다.
기디언은 돌아와 남은 물건을 챙겨 떠나면서 리지와 아이작에게 책이 담긴 트렁크를 남긴다. 트렁크 안에서 리지는 “대초원의 악령”을 자세히 설명한 소책자를 발견한다. 아이작은 리지가 이 책자를 읽으면 대초원 광기가 재발할까 봐 두려워하며 언쟁을 벌인다. 아이작은 뛰쳐나간 뒤 리지는 보이지 않는 힘에 의해 공중에 떠올랐다가 내던져진다. 리지는 식탁에 부딪히면서 아랫배에 가위가 꽂히는 부상을 입는다.
얼마 후 리지는 침대에 묶인 채 깨어난다. 아이작은 에마의 일기장을 발견하고 리지가 질투심에 에마를 살해했음을 깨달은 참이다. 리지는 가까스로 몸을 풀고 깨진 유리 조각으로 아이작의 목을 찔러 죽인다. 새벽에 리지는 비틀거리며 밖으로 나와 쓰러진다. 리지는 주변의 광활한 땅을 바라보며 임신을 했던 일과 아이작과 함께 이곳에 도착했을 때 목사가 대초원의 악령을 다룬 소책자를 건네주었던 기억을 떠올린다.

## 출연진
- 케이틀린 제라드 - 엘리자베스 “리지” 매클린 역
- 애슐리 주커먼 - 아이작 매클린 역
- 줄리아 골다니 텔러스 - 에마 하퍼 역
- 마일스 앤더슨 - 목사 역
- 딜런 맥티 - 기디언 하퍼 역
- 마틴 패터슨 - 일라이 역